# Les Brigades immunitaires
Les Brigades immunitaires, connue au Japon sous le nom de Hataraku saibō (はたらく細胞, litt. « Les cellules au travail »), est une série de manga écrite et dessinée par Akane Shimizu. Elle présente les cellules anthropomorphisées d'un corps humain, dont les deux principaux protagonistes sont une hématie (globule rouge), et un leucocyte (globule blanc) qu'elle rencontre souvent. Elle est aussi appelée en anglais Cells at Work! (litt. « Les cellules au travail ! »).
La série est prépubliée dans le magazine de shōnen manga de Kōdansha Monthly Shōnen Sirius entre janvier 2015 et janvier 2021 et est compilé en un total de 6 tomes. Pika Édition publie la série en français depuis mai 2017. Une adaptation en une série télévisée d'animation de 13 épisodes par David Production est diffusée pour la première fois entre juillet et septembre 2018, avec un épisode spécial diffusé en décembre 2018 ; une deuxième saison est diffusée entre janvier et février 2021.
Parmi les huit mangas spin-off, également publiés par Kōdansha, la série dérivée Les Brigades immunitaires BLACK est aussi adaptée en une série télévisée d'animation par Liden Films qui est diffusée depuis janvier 2021.

## Intrigue
L'histoire traite de cellules sanguines anthropomorphes vivant dans le corps humain, qui est représenté comme un énorme monde industriel. Ensemble, ils luttent contre les micro-organismes pathogènes et les bactéries qui y pénètrent, par exemple par le nez, la bouche ou des plaies ouvertes.

## Personnages

### Cellules du corps
Hématie (Globule rouge) (AE3803) (赤血球, Sekkekkyū)
Voix japonaise : Kana Hanazawa,, voix française : Sophia Atman
Un globule rouge tête en l'air qui vient de commencer son travail, délivrant de l'oxygène et du dioxyde de carbone dans tout le corps. Elle rencontre Neutrophile lorsqu'il la sauve d'un assaut de pneumocoques. Elle est maladroite et se perd souvent, mais elle est déterminée à accomplir ses tâches au meilleur de ses capacités.
Hématie aînée (AA5100) (先輩赤血球, Senpai Sekkekkyū)
Voix japonaise : Aya Endō,
Une hématie plus âgée qui guide parfois et enseigne AE3803 comment faire son travail.
Apprentie Hématie (NT4201) (後輩赤血球, Kōhai Sekkekkyū)
Voix japonaise : Yui Ishikawa, voix française : Sophie Pyronnet
Une jeune hématie mais très sérieuse qui devient une étudiante de AE3803.
Neutrophile (好中球, Kōchūkyū) / Leucocyte (Globule blanc) (U-1146) (白血球, Hakkekkyū)
Voix japonaise : Tomoaki Maeno (ja),, voix française : Olivier Premel
Un type de globule blanc dont le travail consiste à tuer tout agent infectieux se trouvant dans le corps. Malgré son occupation impitoyable, il est en fait assez gentil et a la voix douce.
Granulocyte éosinophile (好酸球, Kōsankyū)
Voix japonaise : M.A.O,, voix française : Ludivine Deworst
Un type de granulocyte connaissant Neutrophile puisqu'ils viennent de la même moelle osseuse. Elle se sent inférieure aux autres cellules immunitaires à cause de ses difficultés à combattre les bactéries, mais elle se montre efficace dans la protection de l'organisme contre les infections parasitaires ou allergiques en se multipliant, notamment en aidant à tuer le parasite lorsqu'il envahit le corps. Éosinophile est représentée dans la série comme une jeune femme aux couettes blondes portant un uniforme rose et une fourche.
Granulocyte basophile (好塩基球, Kōenki-kyū)
Voix japonaise : Tomokazu Sugita
Un type de globule représenté comme un homme mystérieux portant un long manteau imperméable turquoise et tenant à la main un parapluie. Lorsqu'il rencontre un antigène spécifique, il émet de l'histamine, ce qui provoque une réaction allergique. Son rôle est de diriger les neutrophiles et les éosinophiles vers le site du problème grâce à une substance qui les attire. Néanmoins, étant donné qu'il s'exprime d'une manière énigmatique, il est souvent incompris par Neutrophile et Mastocyte, sauf Éosinophile qui semble être la seule à déchiffrer ses propos.
Macrophage (マクロファージ, Makurofāji)
Voix japonaise : Kikuko Inoue,, voix française : Claire Tefnin
Un type de globule blanc. Elle et ses semblables apparaissent comme de charmantes domestiques, mais avec diverses armes de grande taille pour combattre divers agents pathogènes envahisseurs et sont souvent montrées souriantes, même en plein combat. Elles cherchent également les informations pour le signaler aux cellules dendritiques et se débarrassent aussi des cellules et bactéries mortes. Elles sont également impliquées dans la maturation des normoblastes qui deviendront plus tard des hématies.
Monocyte (単球, Tankyū)
Issues de la moelle osseuse et représentant un faible pourcentage des globules blancs, ces puissantes cellules apportent une aide considérable pour le système immunitaire en étant phagocytaires et migratoires. Lorsqu'ils sortent des vaisseaux sanguins, ils deviennent des macrophages. Dans la série, ils sont représentés comme des macrophages portant une combinaison Hazmat.

#### Lymphocytes T
Lymphocyte T Killer (キラーT細胞, Kirā Tī Saibō)
Voix japonaise : Daisuke Ono,, voix française : Nicolas Matthys
Un type de globule blanc qui reconnaît et tue tout corps étranger, ainsi que les cellules du corps infectées ou cancéreuses. Il est bruyant et odieux, et s'énerve rapidement. Il dédaigne particulièrement les globules blancs qui forment diverses relations avec d'autres cellules, comme l'étroite amitié de Neutrophile avec Hématie. Il dirige les T Killer et c'est également un enseignant assez sévère pour ses élèves, les Lymphocytes T naïfs. Il s'entend très mal avec Lymphocyte T Helper et Lymphocyte NK. Dans sa jeunesse, il était considéré comme plus faible que le reste des lymphocytes T, et il n'a pu survivre à l'entraînement qu'à l'aide de T Helper, qui l'a rendu plus fort.
Lymphocyte T Naïf (ナイーブT細胞, Naību Tī Saibō)
Voix japonaise : Mutsumi Tamura
Un novice parmi les lymphocytes T qui a trop peur de combattre les envahisseurs du corps, jusqu'à ce que Cellule dendritique l'aide à se transformer en Lymphocyte T régulateur. Lui et ses semblables sont les étudiants de T Killer, dont ils reçoivent un traitement dur et une formation austère.
Lymphocyte T régulateur (エフェクターT細胞, Efekutā Tī Saibō)
Voix japonaise : Kenji Nomura
On peut aussi l'appeler Lymphocyte T "Effecteur", il est à ne pas confondre avec l'autre lymphocyte T régulateur. C'est un Lymphocyte T naïf transformé en un grand lymphocyte T, musclé et puissant à la suite de son activation. Son design et ses manières sont une parodie des divers protagonistes de JoJo's Bizarre Adventure.
Lymphocyte T Helper (ヘルパーT細胞, Herupā Tī Saibō)
Voix japonaise : Takahiro Sakurai,, voix française : Fabian Finkels
Un type de lymphocyte T qui détermine la stratégie et le plan d'action pour s'occuper des envahisseurs étrangers. Il est le commandant principal des lymphocytes T Killer, a un tempérament calme et réfléchit avant d'agir, ce qui le met en désaccord avec le brusque et pénible T Killer, bien qu'ils aient tous les deux suivi la même formation des lymphocytes T.
Lymphocyte T régulateur (制御性T細胞, Seigyosei Tī Saibō)
Voix japonaise : Saori Hayami,, voix française : Claire Tefnin
Un type de lymphocyte T qui agit comme la secrétaire de T Helper, même si elle est capable de se battre si nécessaire. Elle a suivi la formation des lymphocytes T aux côtés de T Killer et T Helper. Son rôle est d'empêcher les cellules immunitaires d'attaquer par erreur les cellules du corps.
Lymphocyte T Mémoire (メモリーT細胞, Memorī Tī Saibō)
Voix japonaise : Ryōta Takeuchi,
Un type de lymphocyte T qui garde en mémoire les précédentes infections, et qui les combat aux côtés des T Killer en suivant les notes qui sont écrites sur son carnet. Cela permet à tous les lymphocytes T de combattre plus efficacement car ils connaissent déjà le mode opératoire de leurs adversaires.

#### Lymphocytes B
Lymphocyte B (B細胞, Bii Saibō) / Plasmocyte
Voix japonaise : Shōya Chiba (ja),, voix française : Thibault Delmotte
Il est chargé de la fabrication d'anticorps afin d'affronter les virus et les bactéries. Il est souvent contrarié et jaloux de ne pas recevoir autant de mérites que les T Killer.
Cellule mémoire (記憶細胞, Kioku Saibō)
Voix japonaise : Yūichi Nakamura,, voix française : Maxime Donnay
Un lymphocyte B paranoïaque et névrotique dont le travail consiste à se rappeler des infections et des allergies passées afin que le système immunitaire puisse être prêt à y faire face, particulièrement pour que Lymphocyte B produise des anticorps adéquats. Cependant, il est tête en l'air et il lui est difficile de faire la lumière sur ses souvenirs, le menant souvent à paniquer en hurlant à chaque fois qu'une catastrophe se produit.

#### Autres
Thrombocytes (Plaquettes) (血小板, Kesshōban)
Voix japonaise : Maria Naganawa (ja) (Leadeuse),, Manaka Iwami (ja) (Linotte), Anzu Haruno (ja), Hikaru Akao (ja), Chitose Morinaga (ja), Meemu Tachibana (ja), voix française : Sophie Pyronnet (Leadeuse), Lise Leclercq (Linotte)
Un type de cellules responsable de la reconstruction du corps quand il est blessé. Ils sont représentés comme de petits enfants en raison de la petite taille de leurs cellules et jouent le rôle d'équipes de construction et de réparation dans le corps. Une plaquette leur sert de chef et elle est la plus représentée dans la série.
Mégacaryocyte (巨核球, Kyokakukyū)
Voix japonaise : Yūko Kaida, voix française : Cécile Florin
Une cellule représentée comme une femme adulte dont la tenue est également similaire à celle des plaquettes. Il s'agit de la plus grosse cellule de la moelle osseuse, qui est responsable de la production des thrombocytes (plaquettes) lors de la fragmentation de son cytoplasme.
Cellule dendritique (樹状細胞, Jujō Saibō)
Voix japonaise : Nobuhiko Okamoto,, voix française : Brieuc Lemaire
Un type de cellules qui, lorsque des bactéries ou des fragments de cellules infectées par un virus envahissent le corps, a pour rôle de transmettre l'information aux autres cellules du système immunitaire en les présentant comme antigènes. Il soutient les lymphocytes T naïfs dans leur activation tout en les présentant à des antigènes. Il est représenté comme un messager habillé en vert stationné dans un centre d'appels ressemblant à un arbre. Il possède un appareil photo qu'il utilise toujours pour prendre des photos des événements qu'il juge importants et les stocke dans des albums photos, dont certaines sont une source de honte et d'humiliation pour les autres cellules.
Mastocyte (マスト細胞, Masuto Saibō)
Voix japonaise : Ayako Kawasumi, voix française : Sophie Pyronnet
Le Mastocyte est une cellule faisant partie des globules blancs et qui est dépeinte comme une jeune femme en blouse blanche dans la série. Son travail consiste à surveiller et à libérer des médiateurs chimiques telles que l'histamine et les leucotriènes, qu'elle manipule avec un dispositif, en réponse à un excès d'immunoglobuline E. Suivant toujours les instructions de son livre, et ce peu importe la situation, ce qui la rend impopulaire auprès des autres cellules en raison de son manque de prise en compte de ce que ses actes leur font subir.
Lymphocyte NK (NK細胞, Nachurarukirā Saibō)
Voix japonaise : Toa Yukinari (ja), voix française : Sophie Pyronnet
Représentée comme une femme forte et agressive équipée d'un sabre, elle s'entend très mal avec T Killer. Son rôle est de patrouiller tout le corps à la recherche de cellules infectées ou cancéreuses et de les éliminer aussitôt.
Cellule cancéreuse (がん細胞, Gan Saibō)
Voix japonaise : Akira Ishida, voix française : Sébastien Hebrant
Antagoniste du huitième chapitre du manga et du septième épisode de l'anime. Il s'agit d'une cellule normale qui a muté, Cellule cancéreuse est représentée comme ressemblant aux cellules normales, mais avec des cheveux blancs, une peau veinée pourpre et des yeux injectés de sang. Il a la capacité de se faire pousser de multiples membres déformés de son corps et de produire des clones déformés et sans conscience qui peuvent se combiner pour former une tumeur. Il est décrit comme un méchant quelque peu tragique, chassé par les cellules immunitaires depuis sa naissance, il cherche maintenant à détruire le corps comme vengeance.

### Organismes étrangers
Streptococcus pneumoniae (肺炎球菌, Haienkyūkin)
Voix japonaise : Hiroyuki Yoshino (ja),
Il s'agit d'une bactérie représentée comme un alien humanoïde violet avec de longues boucles poussant de son corps. Il apparaît au début de la série avec une horde de sa propre espèce, envahissant un vaisseau sanguin, mais tous sont tués par les neutrophiles sauf lui. Il s'échappe alors et se cache dans la livraison d'Hématie et tente d'envahir les poumons, mais il est vaincu quand il est expulsé du corps par un éternuement.
Staphylocoque doré (黄色ブドウ球菌, Ōshokubudōkyūkin)
Voix japonaise : Mai Nakahara
Antagoniste du quatrième chapitre du manga et du deuxième épisode de l'anime, le Staphylocoque est représenté comme une bactérie jaune et féminine avec un amas de petite boules (comme une grappe de raisin) qui semble former une robe de la royauté européenne. Elle est à la tête des bactéries qui envahissent la plaie à la suite d'une éraflure et les envoie combattre les neutrophiles, mais elle est vaincue lorsque les thrombocytes referment la plaie, coupant ainsi son entrée et sa sortie, ce qui permet ainsi aux neutrophiles de l'abattre. Dans le quinzième chapitre du manga et le dixième épisode de l'anime, une staphylocoque doré qui affirme être la belle-sœur de la précédente envahisseuse débarque avec plusieurs de ses semblables, elles arrivent à mettre hors d'état de nuire les neutrophiles en formant un amas après s'être regroupées, avant d'être éliminées par les macrophages.
Campylobacter (カンピロバクター, Kanpirobakutā)
Voix japonaise : Daiki Kobayashi (ja), voix française : Cécile Florin
Streptocoque du groupe A (化膿レンサ球菌, Kanōrensakyūkin)
Voix japonaise : Masaya Matsukaze (ja)
Bacille du pus bleu (緑膿菌, Ryokunōkin)
Voix japonaise : Riki Kitazawa (ja)
Apparaissant dans le quatrième chapitre du manga et du deuxième épisode de l'anime, il est le principal antagoniste du sixième épisode. La Bacille du pus bleu est représentée comme un monstre vert à un œil avec des tentacules. Il envahit la moelle osseuse afin de chasser et de tyranniser les petits globules pour le plaisir, et tourmenta Hématie dans sa jeunesse avant d'être sauvée par Neutrophile, qui n'était qu'un myélocyte à l'époque.
Bactérie (細菌, Saikin)
Voix japonaise : Jun Fukushima (ja)
Influenza A virus (A型インフルエンザウイルス, A-gata Infuruenzauirusu)
Représenté comme une sphère inanimée avec des protubérances, semblables à leur morphologie réelle. Bien qu'ils ne soient pas vivants, ils s'attachent à la tête des cellules du corps, les transformant en zombies, et les cellules zombifiées produisent davantage de particules virales qui infectent d'autres cellules.
Influenza B Virus (B型インフルエンザウイルス, B-gata Infuruenzauirusu)
Vibrio parahaemolyticus (腸炎ビブリオ, Chōenbiburio)
Voix japonaise : Itaru Yamamoto (ja)
Une bactérie blanche à fourrure représentée avec des dents vertes et des yeux composés, qui apparaît comme un antagoniste mineur dans le cinquième chapitre du manga et le quatrième épisode de l'anime. Le Vibrio peut invoquer des bactéries plus petites pour l'aider au combat. Il est finalement tué après avoir avalé Neutrophile vivant, qui l'a ensuite coupé de l'intérieur.
Anisakis (アニサキス, Anisakisu)
Antagoniste principal du cinquième chapitre du manga et du quatrième épisode de l'anime, il s'agit d'un nématode parasite représenté comme un monstre géant ressemblant à un croisement entre une baleine et une murène. Il déchire la muqueuse de l'estomac et domine les globules blancs qui l'attaquent, mais il est tué après que Éosinophile lui a planté sa fourche dans la tête, le laissant tomber mourant dans l'acide gastrique.
Pollen de cyprès (スギ花粉, Sugi Kafun)
Voix japonaise : Kazuyuki Okitsu
Apparaissant dans le deuxième chapitre du manga et le cinquième épisode de l'anime, les allergènes du pollen de cyprès apparaissent comme de gros monstres gélatineux et patauds. Bien qu'ils ne soient pas agressifs, ils provoquent une réaction excessive des cellules immunitaires et des systèmes de l'organisme, causant encore plus de dégâts que les allergènes de cèdre eux-mêmes.
Bactéries lactiques (乳酸菌, Nyūsankin)
Voix japonaise : Yuri Yoshida (ja) (Kuro), Rie Takahashi (Aka), Natsumi Fujiwara (ja) (Panda), Yurika Kubo (Buchi),

## Productions et supports

### Manga

Logo original de la série.

À l'origine, l'autrice Akane Shimizu (ja) étudiait encore à la Nihon Manga Juku (ja), lorsque sa petite sœur, lycéenne à l'époque, lui a présenté une illustration d'un personnage anthropomorphisant une cellule, et « voulait qu'un manga soit dessiné pour qu'elle puisse se souvenir de la cellule »,. Akane Shimizu, qui était toujours à la recherche d'un sujet pour son travail de fin d'études, s'est inspirée de ce plan et a dessiné Saibō no hanashi (細胞の話, litt. « Une histoire de cellules ») pour le présenté comme travail de fin d'études. Celui-ci a été bien reçu par le jury composé d'éditeurs de maisons d'éditions, qui lui ont recommandé de postuler pour le Shōnen Sirius shinjin-shō (少年シリウス新人賞, litt. « Le Prix Shōnen Sirius du meilleur débutant »), dont Akane Shimizu remporte le Grand prix lors de la 27e édition en 2014,.
Avec des modifications apportées, la série Hataraku saibō (はたらく細胞) est lancée dans le numéro de mars 2015 du magazine de prépublication de shōnen manga Monthly Shōnen Sirius, paru le 26 janvier 2015,. Un nouvel chapitre est publié dans le numéro de décembre 2020 du magazine, sorti le 26 octobre 2020, après avoir été laissé interrompu pendant plus de deux ans. Le dernier chapitre est publié dans le numéro de mars 2021 du magazine, paru le 26 janvier 2021, et traite de la maladie à coronavirus 2019,,. Les chapitres sont rassemblés et édités dans le format tankōbon par Kōdansha avec le premier volume publié en juillet 2015, et la série compte un total de six volumes reliés,.
En mars 2017, Pika Édition a annoncé l'obtention de la licence du manga pour la version française sous le nom Les Brigades immunitaires et a publié le premier volume en mai 2017,. En Amérique du Nord, le manga est publié par la maison d'édition Kodansha Comics depuis novembre 2016 sous le titre Cells at Work!,. Star Comics édite le manga en italien depuis mars 2018,. Une version allemande est éditée par Manga Cult (de) depuis avril 2019,. Tong Li Publishing publie la série en chinois traditionnel depuis avril 2016. En Chine, la série est publiée numériquement et simultanément par bilibili.

#### Liste des volumes
| no | Japonais          | Japonais                                                                  | Français         | Français          |
| no | Date de sortie    | ISBN                                                                      | Date de sortie   | ISBN              |
| --- | ----------------- | ------------------------------------------------------------------------- | ---------------- | ----------------- |
| 1 | 9 juillet 2015    | 978-4-06-376560-1                                                         | 31 mai 2017      | 978-2-8116-3316-5 |
| Liste des chapitres : - Chapitre 1 : Streptococcus pneumoniae (肺炎球菌, Haienkyūkin) - Chapitre 2 : Le Pollen de cyprès (スギ花粉アレルギー, Sugikafun arerugī) - Chapitre 3 : La Grippe (インフルエンザ, Infuruenza) - Chapitre 4 : L'Éraflure (すり傷, Surikizu) |                   |                                                                           |                  |                   |
| 2 | 20 novembre 2015  | 978-4-06-376589-2                                                         | 16 août 2017     | 978-2-8116-3317-2 |
| Liste des chapitres : - Chapitre 5 : L'Intoxication alimentaire (食中毒, Shokuchūdoku) - Chapitre 6 : L'Hyperthermie (熱中症, Netsuchūshō) - Chapitre 7 : Normoblaste et Myélocyte (赤芽球と骨髄球, Sekiga-kyū to Kotsuzui-kyū) - Chapitre 8 : La Cellule cancéreuse (1re partie) (がん細胞（前編）, Gan saibō (Zenpen)) - Chapitre 9 : La Cellule cancéreuse (2e partie) (がん細胞（後編）, Gan saibō (Kōhen)) |                   |                                                                           |                  |                   |
| 3 | 9 juin 2016,      | 978-4-06-390633-2 (édition standard) 978-4-06-358828-6 (édition spéciale) | 18 octobre 2017  | 978-2-8116-3780-4 |
| Extra : Au Japon, l'édition spéciale de ce volume est comprise avec des porte-clés en acrylique.Liste des chapitres : - Chapitre 10 : La Circulation du sang (血液循環, Ketsueki junkan) - Chapitre 11 : La Rhinopharyngite (風邪症候群, Kazeshō kōgun) - Chapitre 12 : Les Cellules thymiques (胸腺細胞, Kyōsen saibō) - Chapitre 13 : L'Immunité acquise (獲得免疫, Kakutoku men'eki) - Chapitre 14 : Le Bouton (ニキビ, Nikibi) |                   |                                                                           |                  |                   |
| 4 | 30 novembre 2016, | 978-4-06-390664-6 (édition standard) 978-4-06-397021-0 (édition spéciale) | 29 novembre 2017 | 978-2-8116-3781-1 |
| Extra : Au Japon, l'édition spéciale de ce volume est comprise avec des porte-clés en acrylique.Liste des chapitres : - Chapitre 15 : Les Staphylocoques dorés (黄色ブドウ球菌, Ōshokubudōkyūkin) - Chapitre 16 : La Dengue (デング熱, Dengunetsu) - Chapitre 17 : Le Choc hémorragique (1re partie) (出血性ショック（前編）, Shukketsuseishokku (Zenpen)) - Chapitre 18 : Le Choc hémorragique (2e partie) (出血性ショック（後編）, Shukketsuseishokku (Kōhen)) - Chapitre 19 : Les Plaques de Peyer (パイエル板, Paieru-ban)                                        |                   |                                                                           |                  |                   |
| 5 | 9 août 2017,      | 978-4-06-390720-9 (édition standard) 978-4-06-397043-2 (édition spéciale) | 18 avril 2018    | 978-2-8116-4087-3 |
| Extra : Au Japon, l'édition spéciale de ce volume est comprise avec des porte-clés en acrylique.Liste des chapitres : - Chapitre 20 : Helicobacter pylori (ピロリ菌, Pirorikin) - Chapitre 21 : La Variation antigénique (抗原変異, kōgenhen'i) - Chapitre 22 : Les Cytokines (サイトカイン, Saitokain) - Chapitre 23 : Les Bactéries pathogènes (悪玉菌, Akudamakin) - Chapitre 24 : La Cellule cancéreuse II (1re partie) (がん細胞２（前編）, Gan saibō 2 (Zenpen)) - Chapitre 25 : La Cellule cancéreuse II (2e partie) (がん細胞２（後編）, Gan saibō 2 (Kōhen)) |                   |                                                                           |                  |                   |
| 6 | 9 février 2021    | 978-4-06-522252-2                                                         | 17 novembre 2021 | 978-2-8116-4243-3 |
| Liste des chapitres : - Chapitre 26 : たんこぶ (Tankobu) - Chapitre 27 : 左方移動 (Sahōidō) - Chapitre 28 : iPS細胞 (iPS saibō) - Chapitre 29 : 新型コロナウイルス (Shingata Koronauirusu) - Chapitre spécial : 乾癬 (Kansen) |                   |                                                                           |                  |                   |

### Séries dérivées
Un premier spin-off, écrit et dessiné par Haruyuki Yoshida, est publié depuis le numéro de mai 2017 du magazine de shōjo manga Nakayoshi, sorti le 3 avril 2017. La série s'est conclue dans le numéro d'août 2020, sorti le 3 juillet 2020. Intitulé Hataraku saikin (はたらく細菌, litt. « Les bactéries de travail »), l'histoire place les bactéries au cœur de celle-ci où les bonnes et les mauvaises bactéries personnifiées se battent dans le corps,. Elle est composée au total de sept volumes tankōbon édités par Kōdansha. Un chapitre spécial est publié sous le titre Hataraku saikin Neo (はたらく細菌Neo) dans le numéro de février 2021 du magazine, sorti le 28 décembre 2020, et un nouveau chapitre est publié sur l'application mobile Palcy en février ; ces chapitres sont compilés et édités dans un volume sorti en février 2021. En Amérique du Nord, le manga est publié numériquement par la maison d'édition Kodansha Comics depuis juillet 2020 sous le titre Cells at Work!: Bacteria!. Tong Li Publishing publie la série en chinois traditionnel depuis janvier 2019. En Chine, la série est publiée numériquement et simultanément par bilibili.
Une autre série dérivée, intitulée Hatarakanai saibō (はたらかない細胞, litt. « Les cellules qui ne travaillent pas »), est dessinée par Moe Sugimoto. Lancée dans le numéro de septembre 2017 du Monthly Shōnen Sirius, paru le 26 juillet 2017, on y suit le quotidien des normoblastes (des globules rouges immatures) qui ne veulent pas travailler,. À ce jour, Kōdansha a publié cinq volumes tankōbon. Tong Li Publishing publie la série en chinois traditionnel depuis mai 2019. En Chine, la série est publiée numériquement et simultanément par bilibili.
Hataraku saibō BLACK (はたらく細胞BLACK, litt. « Les cellules au travail NOIR ») est la troisième série spin-off également éditée par Kōdansha dans son magazine de seinen manga Morning depuis le 7 juin 2018. Scénarisée par Shigemitsu Harada et dessinée par Issei Hatsuyoshi, on y suit des cellules travaillant dans un environnement « sombre » dans le corps d'un humain en mauvaise santé à l'instar d'une black kigyō,. La première partie s'est conclue dans les 37e et 38e numéros combinés du Morning, sortis le 9 août 2018, tout en annonçant la seconde partie pour le 11 octobre,. La série s'est conclue avec un dernier chapitre sorti le 21 janvier 2021, ; au total, elle sera composée de huit volumes tankōbon. En mars 2019, Pika Édition a annoncé l'obtention de la licence du manga pour la version française sous le nom Les Brigades immunitaires BLACK dont le premier volume est sorti en juin 2019,. En Amérique du Nord, le manga est publié par la maison d'édition Kodansha Comics depuis septembre 2019 sous le titre Cells at Work! Code Black,. Une version allemande est éditée par Manga Cult (de) depuis avril 2019,. Tong Li Publishing publie la série en chinois traditionnel depuis mai 2019. En Chine, la série est publiée numériquement et simultanément par bilibili.
Écrite par Kanna Kurono et dessinée par Mio Izumi, une quatrième série dérivée est aussi lancée dans le numéro de février 2019 du magazine de shōjo manga Bessatsu Friend, sorti le 12 janvier 2019. Intitulée Hataraku saibō Friend (はたらく細胞フレンド, Hataraku saibō Furendo, litt. « Les cellules au travail Ami »), l'histoire suit le personnage de Lymphocyte T Killer tentant de se faire des amis sans ruiner son caractère strict et intimidant,. Un premier volume est publié par Kōdansha en juin 2019 ; à ce jour, six volumes tankōbon ont été publiés. Tong Li Publishing publie la série en chinois traditionnel depuis avril 2020.
Une cinquième série dérivée, intitulée Hataraku kesshōban-chan (はたらく血小板ちゃん, litt. « Les plaquettes au travail »), est prépubliée depuis le numéro de juillet 2019 du Monthly Shōnen Sirius, paru le 25 mai 2019. Écrite par Yūko Kakihara et dessinée par Yasu, les petites plaquettes en sont les personnages principaux de cette série. Un premier volume est publié par Kōdansha en janvier 2020 ; à ce jour, quatre volumes ont été publiés. En Amérique du Nord, le manga est publié numériquement par la maison d'édition Kodansha Comics depuis juillet 2020 sous le titre Cells at Work!: Platelets!. Tong Li Publishing publie la série en chinois traditionnel depuis novembre 2020.
Yasuhiro Fukuda est l'auteur de Hataraku saibō Baby (はたらく細胞BABY), la sixième série dérivée dépeignant les cellules du corps d'un fœtus de 40 semaines de grossesse qui est proche de la naissance mais dont ils ne savent rien ; elle est publiée dans le Morning depuis le 17 octobre 2019. Un premier volume est publié par Kōdansha en janvier 2020 ; à ce jour, quatre volumes tankōbon ont été publiés. En Amérique du Nord, le manga est publié numériquement par la maison d'édition Kodansha Comics depuis juillet 2020 sous le titre Cells at Work!: Baby!.
La septième série dérivée Hataraku saibō Lady (はたらく細胞LADY), scénarisée par Shigemitsu Harada et dessinée par Akari Otokawa, s'adresse aux femmes adultes abordant des sujets tels que les menstruations, la grossesse, l'accouchement, ainsi que de troubles et maladies spécifiques aux femmes ; elle est publiée dans le Monthly Morning Two depuis le 22 janvier 2020. Un premier volume est publié par Kōdansha en juillet 2020 ; à ce jour, cinq volumes tankōbon ont été publiés.
Les globules blancs sont placés au centre du spin-off dessiné par Tetsuji Kanie intitulé Hataraku saibō WHITE (はたらく細胞WHITE). Sa publication débute dans le numéro de décembre 2020 du Monthly Shōnen Sirius, sorti le 26 octobre 2020. Le premier volume est publié par Kōdansha en février 2021 ; à ce jour, quatre volumes tankōbon ont été publiés.

### Novélisation
Une novélisation en light novel écrite par Yui Tokiumi, avec les illustrations d'Akane Shimizu, est publiée par Kōdansha le 12 juillet 2018  (ISBN 978-4-06-511718-7). Un deuxième volume est publié le 25 juillet 2019  (ISBN 978-4-06-516457-0). Un troisième volume est publié le 21 mai 2020  (ISBN 978-4-06-519250-4).

### Anime

#### Les Brigades immunitaires
Une adaptation en série télévisée d'animation a été annoncée par Aniplex en janvier 2018, ouvrant à l'occasion des sites dédiés en japonais et en anglais. Celle-ci est réalisée et écrite par Kenichi Suzuki avec Yūko Kakihara au studio d'animation David Production ; Takahiko Yoshida est chargé des chara-designs et de la supervision de l'animation tandis que Kenichirō Suehiro a composé la bande originale chez MAYUKO,. La narration de la série est confiée à Mamiko Noto,. Elle est composée de 13 épisodes répartis dans sept coffrets Blu-ray/DVD,. La série est diffusée pour la première fois au Japon entre le 8 juillet et le 30 septembre 2018 sur Tokyo MX, BS11, GYT et GTV, ainsi qu'une diffusion ultérieure sur MBS, TVA, RKB, HBC et AT-X,.
Annoncé lors de l'événement Hataraku saiten (はたらく祭典), qui s'est déroulé le 18 novembre 2018, un nouvel épisode est diffusé le 27 décembre 2018 sur Tokyo MX, BS11, GYT et GTV, ainsi qu'une diffusion ultérieure sur MBS, TVA, RKB, HBC, AT-X,. Celui-ci s'intitule La Rhinopharyngite (風邪症候群, Kaze shōkōgun).
C'est au cours de l'AnimeJapan 2019 qu'Aniplex a annoncé la production d'une deuxième saison,. Mis à part Hirofumi Ogura remplaçant Kenichi Suzuki pour la réalisation de cette saison, l'équipe de production et de la distribution est identique à la première saison,. Elle est initialement diffusée entre le 9 janvier et le 27 février 2021 sur Tokyo MX, BS11, GYT et GTV, et un peu plus tard sur MBS, RKB, HBC et TVA,. Un épisode spécial est projeté en salle le 5 septembre 2020, celui-ci fait partie la deuxième saison ; intitulé Tokubetsu jōei-ban "Hataraku Saibō!!" Saikyō no teki, futatabi. Karada no naka wa "chō" ōsawagi! (特別上映版「はたらく細胞!!」最強の敵、再び。体の中は“腸”大騒ぎ！), il est basé sur le 5e volume du manga,. La projection de cet épisode est également accompagnée d'un court métrage intitulé Kesshōban eigakan e iku (血小板 映画館へ行く, litt. « Les plaquettes vont au cinéma »),.
Wakanim détient les droits de diffusion en simulcast de la franchise dans les pays francophones, avec une diffusion avancée de la seconde saison pour le 7 janvier 2021,, ; mais également en Allemagne, en Autriche, dans les pays nordiques et russophones,,,. Depuis le 21 janvier 2021, la plateforme française diffuse aussi une version doublée en français de la seconde saison réalisée par la société de doublage Hiventy, sous la direction artistique de Cécile Florin, par des dialogues adaptés d'Eugénie Delporte avec une narration de Lise Leclercq. Aniplex of America détient les droits de la franchise en Amérique du Nord et a diffusé en simulcast la première saison et l'épisode spécial sur Crunchyroll,, avant de publier une version doublée en anglais avec la sortie en Blu-ray dans la région. Funimation l'a ensuite rajouté dans son catalogue en février 2020 ; la plateforme a également acquis les droits de la seconde saison avec une diffusion avancée de la seconde saison pour le 7 janvier 2021. AnimeLab diffuse la franchise en simulcast en Australie et en Nouvelle-Zélande,. Muse Communication détient la licence en Asie du Sud-Est et la diffuse sur Animax Asia,. En Chine, la franchise est diffusée par bilibili,.

##### Liste des épisodes
| Les Brigades immunitaires (1re saison) | Les Brigades immunitaires (1re saison) | Les Brigades immunitaires (1re saison)             | Les Brigades immunitaires (1re saison) |
| No | Titre de l'épisode en français         | Titre original                                     | Date de 1re diffusion                  |
| --- | -------------------------------------- | -------------------------------------------------- | -------------------------------------- |
| 1 | Streptococcus pneumoniae               | 肺炎球菌 Haienkyūkin                               | 8 juillet 2018                         |
| Au sein d'un corps humain, une hématie (globule rouge) immatriculée AE3803 est sauvée d'une attaque soudaine d'un groupe de streptococcus pneumoniae par un leucocyte (globule blanc) immatriculée U-1446. Plus tard, en essayant de trouver son chemin vers les poumons pour faire sa livraison, AE3803 découvre l'une des bactéries qui s'est échappée et dont l'intention est d'attaquer les poumons ; ainsi, elle et U-1446 vont ensemble donc aux poumons pour poursuivre le pneumocoque survivant. En atteignant les poumons et en se séparant de U-1446, l'hématie découvre que la bactérie s'était cachée dans son colis depuis le début, attendant de viser les globules rouges arrivant dans l'alvéole pulmonaire pour leurs nutriments. Cependant, le matricule U-1446, qui avait compris le plan du germe, arrive à temps et attire la bactérie dans un piège, où elle est finalement éjectée hors des poumons par un éternuement. |                                        |                                                    |                                        |
| 2 | L'Éraflure                             | すり傷 Surikizu                                    | 15 juillet 2018                        |
| Les hématies se retrouvent en difficulté lorsque le vaisseau sanguin, sur lequel ils voyagent est brisé, par une éraflure, tandis que U-1446 et les autres globules blancs sont contraints de s'occuper de toutes les bactéries qui en résultent. Alors que les bactéries complotaient pour éliminer tous les neutrophiles avant que les renforts ne puissent arriver, les leucocytes parviennent à les retenir pendant que les plaquettes arrivent à coaguler la plaie, empêchant ainsi la prolifération des microbes. |                                        |                                                    |                                        |
| 3 | La Grippe                              | インフルエンザ Infuruenza                          | 22 juillet 2018                        |
| Lymphocyte T naïf patrouille le corps pendant la prolifération du virus de la grippe. Mais puisqu'il n'a jamais attaqué l'ennemi auparavant, il est complètement terrifié et inutile. Il finit par fuir le champ de bataille où se battent les neutrophiles et les lymphocytes T Killer vétérans. Lymphocyte T naïf se hait jusqu'à ce que Cellule dendritique le voit et lui parle gentiment. Cet encouragement le transforme en Lymphocyte T régulateur, une forme beaucoup plus courageuse et plus forte qui rejoint les autres cellules immunitaires dans l'élimination du virus de la grippe. Lymphocyte B (Plasmocyte) se joint également à la bataille. Cependant, un virus survivant mute et prolifère, de sorte que les cellules immunitaires se préparent péniblement pour un nouveau combat. |                                        |                                                    |                                        |
| 4 | L'Intoxication alimentaire             | 食中毒 Shokuchūdoku                                | 29 juillet 2018                        |
| Une bande de bactéries du genre Vibrio envahit l'estomac. Basophile prévient les cellules immunitaires à ce sujet, mais embrouille tout le monde en parlant de façon énigmatique. Les cellules immunitaires ont vaincu les envahisseurs, mais l'une d'entre elles, Éosinophile, n'a pas réussi à obtenir de bons résultats et a dû être secourue. Les autres cellules se moquent d'elle la qualifiant de faible, mis à part AE3803 et U-1146. L'estomac est ensuite envahi par un énorme parasite Anisakis. Les cellules immunitaires ne peuvent pas s'y opposer, mais Éosinophile explique qu'elle est conçue pour lutter contre les parasites et le tue d'un seul coup. Les autres cellules s'excusent de s'être moqué d'elle et la félicitent comme une héroïne. |                                        |                                                    |                                        |
| 5 | Le Pollen de cyprès                    | スギ花粉アレルギー Sugikafun arerugī               | 5 août 2018                            |
| Le corps inhale du pollen de Cyprès, qui libère de gigantesques allergènes. Bien que U-1146 indique que les créatures sont inoffensives et non-malveillantes, Cellule mémoire prétend qu'elles vont provoquer une catastrophe imminente. Lymphocyte B détruit facilement les allergènes, mais Mastocyte libère de l'histamine dans l'organisme, ce qui provoque des réactions allergiques violentes qui endommagent les environs. Au moment où toutes les autres cellules blâment Mastocyte pour les dégâts, le corps prend un stéroïde (corticoïde) pour traiter l'allergie. Ce dernier se présente sous la forme d'un robot qui détruit sans discernement tout ce qui se trouve devant lui jusqu'à ce qu'il soit à court de courant. Les survivants réalisent que tout cela a été provoqué par le fait de suivre les affirmations de Cellule mémoire et d'essayer d'attaquer les allergènes. |                                        |                                                    |                                        |
| 6 | Normoblaste et Myélocyte               | 赤芽球と骨髄球 Sekiga-kyū to Kotsuzui-kyū          | 12 août 2018                           |
| AE3803 se perd de nouveau et se retrouve dans son lieu de naissance, la moelle rouge. Elle se remémore du temps où elle était un jeune normoblaste entraînée par un macrophage pour devenir une véritable hématie. Un jour, alors qu'elle pratiquait un exercice d'évacuation en cas d'invasion de bactéries, elle s'est perdue et a été séparée des autres. Elle a été capturée par une Pseudomonas aeruginosa qui avait l'intention de la torturer et de la tuer avant de s'attaquer à d'autres cellules sanguines. Un jeune myélocyte est venu à sa rescousse et, bien qu'il ne soit pas de taille contre la bactérie, il a gagné assez de temps pour que Macrophage et un Neutrophile arrivent et tuent la bactérie. Elle a remercié le Myélocyte de l'avoir aidée et se sont séparés dans l'espoir de se revoir un jour. Dans le présent, elle rencontre à nouveau U-1146. Alors qu'il propose de la guider vers sa destination, elle se demande si le myélocyte qui l'a sauvée plus jeune pourrait être U-1146. Plus tard, U-1146 sauve une cellule normale d'une cellule cancéreuse. La cellule normale explique qu'il y a encore plus de cellules cancéreuses dans son tissu cellulaire d'origine. La cellule normale mène U-1146, T Killer et Lymphocyte NK dans la zone, mais ces deux derniers ne cessent de se frapper dessus et refusent de travailler ensemble. Le groupe se sépare et, une fois seule, Lymphocyte NK révèle qu'elle savait que la cellule normale était en réalité une cellule cancéreuse déguisée. |                                        |                                                    |                                        |
| 7 | La Cellule cancéreuse                  | がん細胞 Gan saibō                                 | 19 août 2018                           |
| Lymphocyte NK se bat contre la cellule cancéreuse, capable de se transformer et de se propager dans l'environnement. Pendant ce temps, U-1146 et T Killer se retrouvent face aux multiplications de clones de Cellule cancéreuse. Les Cellules cancéreuses commandent d'énormes quantités de nutriments délivrés aux appartement afin de se maintenir, mais AE3803 devient méfiante et alerte le reste du système immunitaire. U-1146, T Killer et Lymphocyte NK sont acculés et sont sur le point d'être tués jusqu'à l'arrivée des autres cellules immunitaires. Les cellules cancéreuses sont éliminées, mais la cellule originale jure de se venger avant de mourir. |                                        |                                                    |                                        |
| 8 | La Circulation du sang                 | 血液循環 Ketsueki junkan                           | 26 août 2018                           |
| AE3803 se lasse de toujours se perdre et décide de circuler dans le corps sans aide. Après un voyage difficile, elle parvient à traverser le cœur, puis les poumons pour échanger du dioxyde de carbone avec du dioxygène, puis vers les cellules du corps pour échanger du dioxygène avec du dioxyde de carbone. U-1146 la suivit pendant tout le trajet et l'aida à ramener ses notes et son chapeau quand elle les perdait, puis tua des bactéries qui tentèrent de lui tendre une embuscade, sans qu'elle s'en aperçoive. U-1146 dit plus tard à T Killer qu'il a apprécié le travail acharné des hématies tous les jours et espère que les cellules immunitaires pourront vivre en harmonie avec les autres cellules, mais T Killer le frappe au visage et lui ordonne reprendre son travail. AE3803 rencontre U-1146 et lui raconte comment sa journée s'est déroulée. T Killer se promène en voyant plusieurs cellules immunitaires se mêler aux autres cellules et nie avec colère d'être jaloux. |                                        |                                                    |                                        |
| 9 | Les Cellules thymiques                 | 胸腺細胞 Kyōsen saibō                              | 2 septembre 2018                       |
| Alors que Lymphocyte T Killer et Lymphocyte T Helper se disputent sur les méthodes de formation du premier, Cellule dendritique partage son album photo avec les Lymphocytes T naïfs et explique le passé de ces deux derniers. Lors de l'entraînement dans le thymus, les futurs T Helper et Lymphocyte T régulateur ont facilement passé tous les combats et courses d'obstacles, mais le futur T Killer a connu des difficultés. Le futur T Helper le dédaignait pour cela, mais lui donna finalement des conseils qui l'ont aidé à passer le test final. T Killer a juré de devenir un digne défenseur du corps tandis que T Helper a décidé de devenir commandant. Dans le présent, T Killer et T Helper remarquent l'album photo. Embarrassés, ils essaient sans succès de le prendre à Cellule dendritique pour le détruire. Lymphocyte T régulateur affirme qu'ils sont tous les deux aussi stupides qu'ils étaient en formation. |                                        |                                                    |                                        |
| 10 | Les Staphylocoques dorés               | 黄色ブドウ球菌 Ōshokubudōkyūkin                    | 9 septembre 2018                       |
| AE3803 est sauvée d'une bactérie par une mystérieuse cellule immunitaire appelée Monocyte, qui ne parle pas et porte une combinaison Hazmat. Plus tard, la cavité nasale est envahie par une bande de staphylocoques dorés. Elles ont juré de se venger de l'une des leurs qui avait été tuée dans « L'Éraflure », en combinant leurs corps pour en former un puissant et géant elles sont capables de piéger les neutrophiles dans un filet de fibrine. Une escouade de monocytes apparaît et enlève leurs combinaisons pour révéler qu'elles sont des macrophages ; les monocytes sont l'un des nombreux rôles qu'elles jouent. Elles parviennent à éliminer facilement les envahisseurs. Alors que les Leucocytes remercient les Macrophages d'avoir sauvé tout le monde, AE3803 demande à l'une d'elles comment elles arrivent à rentrer dans ces combinaisons, mais elle lui dit que c'est un secret. |                                        |                                                    |                                        |
| 11 | L'Hyperthermie                         | 熱中症 Netsuchūshō                                 | 16 septembre 2018                      |
| Le corps souffre d'hyperthermie, entraînant une vague de chaleur dans les villes et un appauvrissement en eau près de l'épiderme. Pour aggraver les choses, une bactérie Bacillus cereus, qui n'est pas gênée par la chaleur, envahit le corps. Alors que les autres cellules luttent pour faire face à la chaleur, U-1146 poursuit la bactérie, mais devient très vite fatigué. Juste au moment où il semble que tout soit perdu, le corps reçoit une injection de liquide, ravivant tout le monde et permettant à U-1146 de vaincre la bactérie. |                                        |                                                    |                                        |
| 12 | Le Choc hémorragique (1re partie)      | 出血性ショック（前編） Shukketsuseishokku (Zenpen) | 23 septembre 2018                      |
| AE3803 se voit confier le rôle de mentor pour une nouvelle hématie appelée NT4201, mais se trouve en dehors de son potentiel. AE3803 est embarrassée quand elle se trompe de chemins plusieurs fois et constate que NT4201 semble déjà connaître le corps et qu'elle préfère faire son travail aussi efficacement que possible et ne pas s'associer avec les autres cellules que les hématies. C'est alors que le corps subit une blessure à la tête qui entraîne une perte massive de sang. NT4201 commence à paniquer à cause du changement de programme, mais AE3803 réussit à la remettre sur la bonne voie. Au fur et à mesure que la température du corps commence à baisser, le U-1146 élimine les germes qui sont entrés par la blessure, puis il est horrifié de constater que le nombre de globules rouges s'est considérablement réduit. |                                        |                                                    |                                        |
| 13 | Le Choc hémorragique (2e partie)       | 出血性ショック（後編） Shukketsuseishokku (Kōhen)  | 30 septembre 2018                      |
| Les plaquettes ont du mal à sceller la blessure à la tête, mais l'augmentation de la pression artérielle entraîne la perte d'un plus grand nombre de cellules sanguines. Avec si peu d'hématies, il n'y en a pas assez pour délivrer du dioxygène à toutes les cellules et certaines commencent à mourir. La température du corps chute drastiquement, entraînant un blizzard à l'intérieur. NT4201 tombe dans le désespoir et râle sur le fait que leurs actions soient inutiles et que le corps meure, mais AE3803 refuse d'abandonner. Le corps reçoit une transfusion sanguine. Les nouveaux globules rouges, bien que désorientés par leur nouvel environnement, acceptent d'aider à délivrer de l'oxygène, sauvant ainsi le corps. À mesure que les structures du corps sont reconstruites, NT4201 s'excuse d'avoir dédaigné AE3803. AE3803 et tout le monde retrouve sa routine habituelle. |                                        |                                                    |                                        |
| SP | La Rhinopharyngite                     | 風邪症候群 Kaze shōkōgun                           | 27 décembre 2018                       |
| Une Cellule normale qui s'ennuie dans ses tâches monotones et agacée par ses voisins tapageurs, Killer T Cell, s'est liée d'amitié avec une mystérieuse cellule muette qui porte un étrange chapeau. Les deux compères s'amusent à faire des farces à différentes cellules. Finalement, la cellule inconnue se révèle être une cellule infectée par un virus, son chapeau étant le virus en cours de réplication. Il tente d'infecter la Cellule normale, mais les cellules immunitaires arrivent à temps pour l'éliminer. Après avoir identifié le virus comme étant le rhinovirus, les cellules immunitaires font la morale à la Cellule normale pour qu'il étudie afin qu'il puisse identifier les agents pathogènes à l'avenir. Maintenant reconnaissant de ses voisins, la Cellule normale invite les cellules immunitaires à une partie de badminton. |                                        |                                                    |                                        |

| Les Brigades immunitaires !! (2de saison) | Les Brigades immunitaires !! (2de saison) | Les Brigades immunitaires !! (2de saison)        | Les Brigades immunitaires !! (2de saison) |
| No | Titre de l'épisode en français            | Titre original                                   | Date de 1re diffusion                     |
| --- | ----------------------------------------- | ------------------------------------------------ | ----------------------------------------- |
| 1 | La Bosse                                  | たんこぶ Tankobu                                 | 9 janvier 2021                            |
| Tout en poursuivant un microbe qui pense que son « apparence adorable » le protégera, le leucocyte neutrophile U-1146 rencontre la petite Linotte, un thrombocyte (plaquette) qui s'entraine afin de devenir l'un des meilleurs de ses pairs. Un incident soudain au niveau de la tempe provoque une rupture des capillaires, et les plaquettes doivent arrêter l'hémorragie interne, avec une certaine persuasion de Mégacaryocyte (la cellule qui produit les plaquettes). Mégacaryocyte les réprimande d'abord pour leur faiblesse, puis les motive en leur offrant des médailles. Les thrombocytes forment des chaînes humaines pour traverser la blessure et la sceller avec un caillot. |                                           |                                                  |                                           |
| 2 | L'Immunité acquise / Les Plaques de Peyer | 獲得免疫／パイエル板 Kakutoku men'eki/Paieru-ban | 16 janvier 2021                           |
| Cellule mémoire est sujet à des visions de destruction et pense avoir obtenu un pouvoir de précognition. La glande parotide est envahie par le virus ourlien, qui provoque les oreillons. Alors que les cellules immunitaires les combattent, Lymphocyte B ne peut pas créer d'anticorps sans les informations de Cellule mémoire, mais ce dernier est obsédé par l'idée d'une nouvelle prémonition et est inutile. Lorsque Lymphocyte B le frappe de frustration, il se rend compte qu'il revoyait en fait ses souvenirs lorsque le corps a reçu un vaccin contre les oreillons. Lymphocyte B crée des anticorps à partir des informations et élimine le virus. Après tout ce tumulte, Lymphocyte B explique pourquoi cela lui a pris si longtemps, qui en découle sur le passage à tabac de Cellule mémoire par les autres cellules. U-1146 emmène les hématies AE3803 et NT4201 sur une visite de l'intestin grêle, mais le chef des Lymphocyte T Killer le réprimande car il n'est pas concentrer sur son travail. Toutefois, l'intestin grêle est subitement envahi par les bactéries Campylobacter qui prennent en otage une cellule de l'épithélium intestinal. Les globules blancs se rendent et cèdent aux demandes des bactéries qui les humilient. Cependant, ils attiraient lentement les bactéries vers une plaques de Peyer où les bactéries sont piégées et détruites. Par la suite, Lymphocyte T Killer s'excuse auprès d'U-1146, mais rétracte ses excuses lorsque U-1146 se rend compte qu'il a oublié AE3803 et NT4201 et se précipite pour vérifier qu'elles vont bien. |                                           |                                                  |                                           |
| 3 | La Dengue / Le Bouton                     | デング熱／ニキビ Dengu netsu/Nikibi              | 23 janvier 2021                           |
| Les cellules se plaignent de Mastocyte quand elle libère excèsivement de l'histamine pour un problème mineur et provoque une inflammation, la mettant en colère et jurant de ne pas faire son travail. Le corps est piqué par un moustique qui aspire plusieurs cellules sanguines, puis infecte le corps avec le virus de la dengue. Le virus s'empare des cellules de Langerhans et elles attaquent le corps. Malgré les dégâts, Mastocyte refuse de libérer de l'histamine jusqu'à ce que Basophile lui dise de faire ce qu'elle pense être juste. L'histamine distraient les cellules infectées et alertent les cellules immunitaires afin qu'elles puissent éliminer le virus. Les cellules présentent des excuses à Mastocyte, mais elle se réjouit qu'elle avait raison depuis le début et qu'elle n'a rien fait de mal avec ses précédentes lâchées d'histamine. U-1146 enquête sur un pore qui s'est transformé en bouton et trouve que les bactéries de l'acné (Cutibacterium acnes) ont asservi les différentes cellules du follicule (kératinocytes, sébocytes et mélanocytes) afin de sécreter du sébum pour qu'ils s'en nourrissent. Les bactéries avaient également tués plusieurs neutrophiles et les avait transformés en pus. Un jeune kératinocyte cède presque au désespoir et pense qu'ils ne sont qu'un poil et sans importance, mais U-1146 le coinvaic que chaque individu est important. U-1146 se bat par la suite contre les bactéries, mais leur roi peut se régénérer indéfiniment grâce au sébum qu'il consomme. S'inspirant des paroles d'U-1146, la jeune cellule du follicule encourage ses pairs à aider en produisant une surcharge de sébum. Le roi des bactéries s'étant gavé de sébum ne parvient plus à en supporter davantage, ce qui permet à U-1146 de le tuer. U-1146 se noie presque dans le sébum, mais survit. |                                           |                                                  |                                           |
| 4 | Les H. pylori / La Variation antigénique  | ピロリ菌／抗原変異 Pirorikin/Kōgenhen'i          | 30 janvier 2021                           |
| Cellule normale, qui rêve de sauver quelqu'un comme les cellules immunitaires, trouve quatre bactéries mignonnes et minuscules et les garde comme animaux de compagnie. AE3083 lui livre de l'oxygène tandis qu'U-1146 détecte les bactéries et les confisque pour une élimination future jusqu'au moment où il est appelé à l'estomac. Cellule normale le suit, inquiet pour les bactéries. L'estomac est attaqué par un Helicobacter pylori. Lorsque Cellule normale sauve les bactéries de la chute de débris, l'un d'eux, Panda, bat le H. Pylori, permettant à U-1146 de le tuer. U-1146 se rend compte qu'il s'agit de bactéries lactiques, plus précisément des lactobacilles, des microbes bienveillants pour le corps. Panda reste dans l'estomac avec sa famille tandis que les autres lactobacilles restent avec Cellule normale. U-1146 remercie ce dernier et l'invite à le rejoindre en patrouille. U-1146 et Cellule normale vont dans l'intestin grêle, qui est surchargé de purine, mais l'un des lactobacilles (Buchi) la consomme avant de décider d'y rester, en compagnie de ses proches. Plus tard, Cellule normale fait malencontreusement tomber accidentellement Aka, l'un des deux lactobacilles restants, dans un égout pluvial. U-1146 lui répond tristement qu'il n'a aucune autorité sur la réponse immunitaire, il ne peut donc pas annoncer aux autres cellules immunitaires de ne pas attaquer cette bactérie si elles la prennent pour hostile, Cellule normale fondant alors en larmes. Juste au même moment, Lymphocyte NK arrive. |                                           |                                                  |                                           |
| 5 | Les Cytokines                             | サイトカイン Saitokain                           | 6 février 2021                            |
| Lymphocyte NK menace Cellule normale pour avoir été offensant envers les cellules immunitaires, mais U-1146 désamorce la situation. Cellule dendritique sauve la lactobacille (Aka) qui est tombée dans l'égout pluvial et en prend soin. L'intestin grêle est attaqué par le virus de la grippe. Le virus, ayant muté, n'est pas affecté par les attaques des cellules immunitaires, ce qui conduit Lymphocyte NK à tomber en dépression. La lactobacille produit des polysaccharides qui alimentent Cellule dendritique et l'aident à produire des cytokines, présentées comme des photos embarrassantes des cellules immunitaires, ce qui les motivent à devenir plus fortes et à éliminer le virus. Après avoir fait ses adieux à Aka, Cellule normale présente ses excuses à U-1146 et aux autres cellules immunitaires. Lymphocyte NK informe U-1146 par la suite que la Cellule cancéreuse est de retour. |                                           |                                                  |                                           |
| 6 | Les Bactéries pathogènes                  | 悪玉菌 Akudamakin                                | 13 février 2021                           |
| U-1146, Cellule nomale et Lymphocyte NK se rendent au gros intestin, qui est plein de gaz toxique en raison de bactéries pathogènes. AE3083 rejoint les plaquettes lors d'une visite du gros intestin. Le chef des Lymphocytes T Killer a été promue en Lymphocyte T à mémoire et les rejoint dans leur recherche de la Cellule cancéreuse. U-1146 avertit la Cellule normale de se débrouiller seul pour trouver à quel endroit la dernière bactérie lactique appartient. Des bactéries pathogènes envahissent le gros intestin, forçant la Cellule normale à s'enfuir tandis que AE3083 aide les plaquettes à s'évacuer. D'un autre côté, Cellule cancéreuse tend une embuscade aux cellules immunitaires. |                                           |                                                  |                                           |
| 7 | La Cellule cancéreuse 2 (1re partie)      | がん細胞Ⅱ（前編） Gan saibō Tsū (Zenpen)         | 20 février 2021                           |
| Cellule normale, AE3083 et les plaquettes continuent de quitter les lieux. Lymphocyte T à mémoire se souvient des techniques de la Cellule cancéreuse, ce qui donne l'avantage à son équipe, mais ils sont stupéfaits lorsque Lymphocyte T régulateur intervient pour défendre la Cellule cancéreuse, puisqu'elle ne le considère pas comme un étranger, la Cellule cancéreuse étant issue de cellules ordinaires. U-1146 est blessé et Cellule cancéreuse le piège dans une capsule, affirmant qu'il est fasciné par ce dernier pour la contradiction d'être un défenseur alors que sa fonction est de tuer. Cellule cancéreuse se renforce en absorbant les cancérogènes contenus dans le gaz toxique et prévoit de tuer le corps pour que tout le monde soit égal dans la mort. Malgré cela, Lymphocyte T régulateur continue de le défendre et bat sans effort Lymphocyte NK et Lymphocyte T à mémoire. Cellule normale est acculé par des bactéries pathogènes. La lactobacille essaie de le défendre, mais est rapidement écartée ; Cellule normale lui ordonne de s'enfuir, ce que la lactobacille écoute. Les bactéries commencent à le torturer. |                                           |                                                  |                                           |
| 8 | La Cellule cancéreuse 2 (2e partie)       | がん細胞Ⅱ（後編） Gan saibō Tsū (Kōhen)          | 27 février 2021                           |
| Cellule normale est sauvé par les leucocytes, mais ils commencent à être submergés par les bactéries jusqu'à ce que la lactobacille revienne avec ses camarades et qu'ils inversent la tendance. Une fois les bactéries vaincues, le gaz toxique se dissipe. Lymphocyte T à mémoire utilise sa technique ultime, la « Perforin Cannon Punch ». Bien qu'il s'agit initialement d'une blague qu'il lui a été enseignée lors de sa formation des lymphocytes T, sa technique fonctionne réellement, tirant un faisceau de perforine de son poing qui endommage suffisamment Cellule cancéreuse pour que Lymphocyte T régulateur le reconnaisse enfin comme un ennemi et se retourne contre lui. Cellule cancéreuse continue de se battre, mais sans les cancérogènes contenus dans le gaz toxique, il s'affaiblit. U-1146 s'échappe de la capsule et le tue, Cellule cancéreuse le qualifiant d'ami alors qu'il meurt. Tandis que les lactobacilles réparent les dommages, U-1146 acclame Cellule normale comme un héros pour avoir apportés les lactobacilles. AE3803 rattrape U-1146 avant de reprendre sa routine habituelle. Lymphocyte T à mémoire essaie d'enseigner la Perforin Cannon Punch aux Lymphocytes T naïfs, mais ne parvient pas à reproduire ce qu'il a fait. |                                           |                                                  |                                           |

#### Les Brigades immunitaires BLACK
Le 20e numéro de 2020 du Morning, sorti le 16 avril 2020, a révélé que le manga dérivé Les Brigades immunitaires BLACK (はたらく細胞BLACK, Hataraku saibō BLACK) de Shigemitsu Harada et d'Issei Hatsuyoshi est adapté en une série télévisée d'animation. Celle-ci est réalisée par Hideyo Yamamoto au studio d'animation Liden Films avec Hayashi Mori à l'écriture des scripts et de la composition de la série, Eiji Abiko est chargé des chara-designs tandis que Yūgo Kanno compose la bande originale. La narration de la série est confiée à Kenjirō Tsuda (ja),. Celle-ci est diffusée depuis le 10 janvier 2021 sur Tokyo MX, BS11, GYT et GTV, et un peu plus tard sur MBS, AT-X, RKB, HBC et TVA,. Elle est composée de 13 épisodes répartis dans sept coffrets Blu-ray/DVD.
Funimation détient les droits de diffusion en simulcast de la série avec une diffusion avancée pour le 7 janvier 2021 en Amérique du Nord et au Brésil, ainsi qu'en Australie et en Nouvelle-Zélande en la diffusant sur AnimeLab, et dans les pays francophones, en Allemagne, en Autriche, dans les pays nordiques et dans les pays russophones avec Wakanim. Wakanim diffuse également une version doublée en français de la série depuis le 21 janvier 2021. Muse Communication détient la licence de la série en Asie du Sud-Est et la diffuse sur la plateforme iQiyi,. En Chine, la série est diffusée par bilibili,.
| Distribution                                   | Distribution             | Distribution      |
| Personnage                                     | Voix japonaise           | Voix française    |
| ---------------------------------------------- | ------------------------ | ----------------- |
| Hématie (Globule rouge) (AA2153)               | Junya Enoki,             | Brieuc Lemaire    |
| Neutrophile / Leucocyte (Globule blanc) (1196) | Yōko Hikasa,             | Claire Tefnin     |
| Hématie (Globule rouge) (AC1677)               | Kenn (ja),               | Fabian Finkels    |
| Neutrophile / Leucocyte (Globule blanc) (8787) | Lynn,                    | Lise Leclercq     |
| Neutrophile / Leucocyte (Globule blanc) (1212) | Yumi Uchiyama,           | Sophia Atman      |
| Cellule principale                             | Takashi Narumi (ja),     | Nicolas Matthys   |
| Thrombocyte (Plaquette)                        | Yurika Kubo,             |                   |
| Macrophage                                     | Hekiru Shiina,           |                   |
| Hépatocyte                                     | Sarah Emi Bridcutt (ja), | Elisabeth Guinand |
| Cellule nerveuse (Commandant)                  | Daisuke Hirakawa (ja),   | Olivier Premel    |
| Narrateur                                      | Kenjirō Tsuda (ja),      | Sébastien Hebrant |

##### Liste des épisodes
| Liste des épisodes | Liste des épisodes                               | Liste des épisodes                                               | Liste des épisodes     |
| No | Titre de l'épisode en français                   | Titre original                                                   | Date de 1re diffusion, |
| --- | ------------------------------------------------ | ---------------------------------------------------------------- | ---------------------- |
| 1 | Tabagisme, bactéries, le début de la fin         | 喫煙、細菌、終わりの始まり。 Kitsuen, saikin, owari no hajimari. | 10 janvier 2021        |
| Un jeune globule rouge (hématie) naïf et idéaliste nommé AA2153 commence sa première journée de travail et se retrouve rapidement submergé par l'état du corps dans lequel il travaille. Les vaisseaux sanguins sont obstrués par le cholestérol, les hématies ne sont pas autorisées à faire des pauses, et tout le monde est grincheux et impoli en raison du stress du corps. Fournissant de l'oxygène avec un globule rouge expérimenté, ils font face à un nuage de monoxyde de carbone et sont sauvés d'un groupe de streptococcus pneumoniae par la leucocyte neutrophile nommée U-1196. L'hématie expérimenté et fatigué confie à AA2153 le corps avant de se suicider en s'élançant dans le monoxyde de carbone. U-1196 conduit AA2153 aux poumons, qui sont contaminés par du goudron et le scandalise quand elle explique que le corps est addicte aux cigarettes. |                                                  |                                                                  |                        |
| 2 | Le foie, l'alcool, la fierté                     | 肝臓、アルコール、誇り。 Kanzō, Arukōru, hokori                  | 17 janvier 2021        |
| AA2153 essaie de fournir de l'oxygène à la muqueuse buccale mais se retrouve dans un aphte envahi par des bactéries. Il est sauvé par U-1196 et deux autres globules blancs, puis le corps se gargarise pour éliminer les bactéries. U-8787 et U-1212 taquinent AA2153 pour être maigrichon quand elles remarquent qu'il est attiré par U-1196. Plus tard, le corps ingère de l'alcool, rendant les globules rouges ivres. Un globule rouge âgé les conduit au foie, représenté comme un quartier chaud, où les hépatocytes les nourrissent d'ADH puis d'ALDH pour les désintoxiquer avec de l'acétaldéhyde. Toujours hanté par la mort de son mentor, AA2153 s'énerve et commence à râler sur le fait que les globules rouges travaillent dur et risquent leur vie tous les jours pendant que les hépatocytes s'en tirent facilement, mais l'aîné l'emmène dans les coulisses pour lui montrer que les hépatocytes sont également stressées et surchargées de travail. Peu de temps après, l'aîné décède de vieillesse et est dévoré par une cellule de Kupffer pour recycler ses nutriments. AA2153 s'excuse auprès de son hôtesse hépatocytaire, qui lui pardonne et l'embrasse, le mettant dans l'embarras quand U-1196 les surprend ensemble. U-1196 les avertit de faire attention car le foie pourrait développer une hépatite. Le lendemain, les globules rouges souffrent de la gueule de bois, puis se plaignent lorsque le corps prend de l'alcool pour soigner le mal par le mal. |                                                  |                                                                  |                        |
| 3 | Excitation, élargissement, nihilisme             | 興奮、膨張、虚無。 Kōfun, bōchō, kyomu.                          | 19 janvier 2021        |
| À la suite de l'excitation du corps, AA2153 est convoqué aux corps caverneux du pénis pour produire une érection. Il est intimidé par des globules rouges expérimentés tentant de le doubler dans la queue et sauvé par U-1196. Avec les deux autres neutrophiles, ils se rendent aux testicules, représentés comme une garderie de spermatogonies où les cellules de Sertoli s'en occupent. Cependant, le stress accumulé altère l'érection jusqu'à la prise de sildénafil (viagra). L'éjaculation est réalisée mais cela a permis à une infection par les gonocoques. Note : Les épisodes 3 et 4 des Brigades immunitaires BLACK sont diffusés sur Tokyo MX lors d'un programme spécial annoncé pour la nuit du lundi 18 janvier 2021 à 25 h 40, qui est réalité diffusé le mardi 19 janvier à 1 h 40 JST. |                                                  |                                                                  |                        |
| 4 | Au front, gonocoques, troubles                   | 最前線、淋菌、葛藤。 Saizensen, rinkin, kattō.                   | 19 janvier 2021        |
| AA2153 rassure certaines thrombocytes terrifiées par l'infection des gonocoques. Après plusieurs décès à déplorer dans leurs rangs, les neutrophiles se retirent et se regroupent dans un ganglion lymphatique, mais leur capitaine prévient que la gonorrhée n'a aucune chance de guérir naturellement. Plusieurs cellules accusent les Neutrophiles de ne pas faire leur travail. Pendant ce temps, AA2153 et AC1677 livrent de l'oxygène dans la zone infestée et découvrent que les neutrophiles sont submergées et capturées par les gonocoques. Les gonocoques soulignent que les autres cellules n'apprécient pas les neutrophiles et proposent qu'elles unissent leurs forces pour détruire le corps. Quand ils refusent, les Gonocoques sont sur le point de tuer leurs captives quand AA2153 les distrait avec un discours sur la façon dont il apprécie les Neutrophiles. Juste à ce moment, la pénicilline est administrée par voie orale, affaiblissant les parois cellulaires des gonocoques et leur permettant d'être vaincues. Les neutrophiles tombées au combat sont éliminées sous forme de pus dans l'urine. À la lecture du rapport de bataille, Lymphocyte T Helper accuse les neutrophiles de l'état de faiblesse du corps. Note : Les épisodes 3 et 4 des Brigades immunitaires BLACK sont diffusés sur Tokyo MX lors d'un programme spécial annoncé pour la nuit du lundi 18 janvier 2021 à 25 h 40, qui est réalité diffusé le mardi 19 janvier à 1 h 40 JST. |                                                  |                                                                  |                        |
| 5 | Surmenage, calvitie, confusion                   | 過重労働、脱毛、錯乱。 Kajū rōdō, datsumō, sakuran.              | 24 janvier 2021        |
| À la suite des lourdes pertes des neutrophiles de l'infection des gonocoques, les Lymphocytes T Killer se retrouvent surchargés de travail. AA2153 fournit de l'oxygène aux cellules du follicule pileux et rencontre par hasard U-1196 qui s'entraîne malgré ses blessures. Alors que les deux se souviennent de la bataille entre les neutrophiles et les bactéries et qu'elle le remercie de lui avoir sauvé la vie en distrayant les gonocoques, elle se fait réprimander par les Lymphocytes T Killer de passage qui plus tard perdent la tête et attaquent les cellules du follicule après les avoir confondues avec des cellules cancéreuses, provoquant la chute des cheveux (alopécie areata). AA2153 parvient à rassembler des globules rouges pour fournir de l'oxygène aux cellules capilaires, dans l'espoir de les soutenir. Lymphocyte T Helper aggrave les événements en libérant des cytokines pour rendre les Lymphocytes T Killer encore plus fous, néanmoins la situation s'arrange après l'administration de stéroïdes, représentés comme des androïdes de combat qui maîtrisent les Lymphocytes T. Par la suite, AA2153 remet en question l'intérêt de travailler dur, tandis qu'une U-1196 guérie surprend la convertation de cellules à propos de l'incident avec les Lymphocytes T. |                                                  |                                                                  |                        |
| 6 | Reins, calculs rénaux, larmes                    | 腎臓、尿路結石、涙。 Jinzō, nyōrokesseki, namida.                | 31 janvier 2021        |
| AA2153 se dirige aux reins pour être nettoyer et constate que les Glomérules sont également surchargés de travail et stressées, mais leur Matriarche refuse de les laisser se reposer ou se plaindre, disant que les reins sont des organes silencieux. Un calcul rénal d'un centimètre se forme et déchire l'uretère, provoquant la perte de plusieurs cellules sanguines dans l'urine. Un tube est par la suite inséré dans le corps depuis l'urètre pour briser le gros calcul (lithotripsie par endoscopie chirurgicale), mais cela permet également aux bactéries d'envahir la zone. Pendant que les neutrophiles les retiennent, AA2153 retourne aux reins et exhorte les Glomérules à évacuer, mais la Matriarche refuse de les autoriser, ces dernières commençant alors à se plaindre. La Matriarche se sacrifie pour protéger l'une d'entre elles d'une bactérie avant qu'U-1196 ne puisse l'éliminer. Avant de mourir, la Matriarche s'excuse de les avoir poussés au bout aussi sévèrement mais leur explique que leur travail est vital pour le corps, étant les seules à pouvoir le faire. Les neutrophiles en sous-nombre se retrouvent rapidement débordées face aux bactéries jusqu'à ce que le corps prenne des fluoroquinolones (antibiotiques), qui défont les bactéries. Alors que les Glomérules pleurent sur la mort de la Matriarche, AA2153, qui était devenu très sale à cause de toute cette situation, choisit de ne pas prendre de douche et de continuer à fournir de l'oxygène pour leur donner une pause.                                                                                          |                                                  |                                                                  |                        |
| 7 | Caféine, tentation, jalousie                     | カフェイン、誘惑、嫉妬。 Kafein, yūwaku, shitto.                 | 7 février 2021         |
| Une partie de l'oxygène délivré se transforme en DRO, endommageant les cellules qui blâment les globules rouges par la suite. AA2153 reçoit un prix pour avoir fourni le plus d'oxygène parmi toutes recrues, ce qui rend l'un de ses amis, AC1677, jaloux. Les deux constatent que les cheveux n'ont pas repoussé et fournissent de l'oxygène à une cellule sébacée mourante, mais les DRO de la livraison d'AC1677 provoquent une mauvaise odeur corporelle. Désormais extrêmement irrité du succès de AA2153, AC1677 se rapproche des hématies expérimentés qui les ont intimidés et ils le rendent accro à la caféine et à l'arginine, augmentant son énergie et lui permettant de suivre le rythme de AA2153. AA2153 rejette cette addiction, soulignant que l'augmentation de puissance est temporaire, mais ils se retrouvent près d'une rupture de capillaire nasal, provoquant un saignement de nez. Alors que les cellules sanguines tentent de s'accrocher pour éviter d'être aspirer vers l'extérieur, AC1677 en pleine addiction de caféine se retrouve en manque, il admet qu'AA2153 avait raison et se résigne à mourir, mais AA2153 le motive à survivre après avoir raconté qu'il est celui qui l'a déterminé à réussir. Plus tard, les vétérans invitent AC1677 à consommer à nouveau la caféine, mais il les rejette, ayant vaincu la dépendance. |                                                  |                                                                  |                        |
| 8 | Mollet, thrombus, promptitude                    | ふくらはぎ、肺血栓、機転。 Fukurahagi, haikessen, kiten.         | 14 février 2021        |
| Les globules rouges retournent au foie, mais en raison de la consommation excessive d'alcool, le corps souffre d'une stéatose hépatique dût à une accumulation de triglycérides ainsi les hépatocytes sont chétives et fatiguées et ne peuvent s'occuper des globules rouges. Les globules rouges partent alors en direction des mollets et découvrent que le corps souffre également d'une thrombose veineuse profonde dût à une inactivité du corps depuis deux jours. Les globules rouges malhonnêtes poussent AA2153 et AC1677 dans le thrombus, alors qu'ils sont sur le point de tomber, U-1196 arrive à temps pour les sauver. Le caillot de sang se détache et voyage à travers le corps, tuant les globules rouges malhonnêtes en cours de route, jusqu'à ce qu'il obstrue l'artère pulmonaire provoquant une embolie pulmonaire. Le corps commence à suffoquer, mais AA2153 sollicite les autres globules rouges à utiliser les artères bronchiques comme une voie alternative vers les poumons, leur permettant de soutenir les poumons jusqu'à ce que le caillot se dissolve. U-1196 affirme à AA2153 qu'il était le héros aujourd'hui. Plus tard, U-1196 part en patrouille et se retrouve sidérée en constatant la disparition des autres cellules immunitaires. |                                                  |                                                                  |                        |
| 9 | Anormalité, pied d'athlète, raison de travailler | 異変、水虫、働く意味。 Ihen, mizumushi, hataraku imi.            | 21 février 2021        |
| AA2153 livre de l'oxygène dans les parties génitales et rencontre globule rouge expérimenté qui lui raconte qu'auparavant tous les matins le corps avait une tumescence pénienne nocturne. AA2153 découvre des dermatophytes dans les parties génitales. En continuant ses livraisons, il s'aperçoit que le nombre de spermatozoïdes est anormalement bas ainsi que le nombre de globules rouges. U-1196 préviens AA2153 que le nombre de leucocytes est lui aussi très bas. AA2153 est assigné à la formation de nouveaux globules rouge mais cette responsabilité le met en retard dans ses livraisons et l'épuise. Prenant une livraison oubliée d'un des nouveau globule rouge, il part faire cette livraison même si c'est l'heure de sa pause, sur le chemin il rencontre AC1677 et vont ensemble livrer de l'oxygène au pied, malheureusement le corps possède un intertrigo inter-orteils (pied d'athlète). U-1196 arrive pour combattre les dermatophytes mais les leucocytes sont en infériorités numérique et se font submerger par les champignons. Heureusement, le corps décide d'appliquer de la buténafine et ainsi la crème entraine la lyse des champignons. Mais cela n'est pas suffisant car le corps est infectés par des dermatophytes dans d'autres parties du corps. Ainsi, les leucocytes doivent de nouveau retourner au front. AA2153 voyant les leucocytes à bout de souffle commence à devenir obséder par la livraison d'oxygène, mais AC1677 voyant son ami souffrir l'oblige à prendre une pause et le fait relativiser sur son travail, car même sans eux le corps peut continuer de fonctionner. |                                                  |                                                                  |                        |
| 10 | Ulcère gastrique, amitié, disparition            | 胃潰瘍、友情、喪失。 Ikaiyō, yūjō, sōshitsu.                     | 28 février 2021        |
| Le corps se retrouve avec un ulcère gastrique, de sorte que les hématies sont appelés en urgence à fournir de l'oxygène et des nutriments afin de réparer l'estomac. Lorsque quelques globules rouges sont tuées par des éclaboussures de suc gastrique, AC1677 s'enfuit dans la peur, mais finit par revenir. L'ulcère se révèle être causé par des helicobacter pylori, bactérie produisant l'uréase une enzyme transformant les sucs gastrique en ammoniac permettant la survie de la bactérie dans ce milieu extrêmement acide. U-1196 et les autres neutrophiles arrivent dans l'estomac pour combattre la bactérie. Le combat provoque des tremblements et AA2153 se blesse à la jambe à cause d'une éclaboussure d'acide gastrique. AC1677 sauve AA2153 de la chute mais il tombe dans l'acide gastrique et meurt. AA2153 devient hystérique et insiste sur le fait que son ami n'est pas mort, jusqu'à ce que la Cellule principale lui fasse regagner la raison. Le corps prend de la clarithromycine en combinaison avec des inhibiteur de la pompe à protons et de l'amoxicilline pour arrêter l'infection. AA2153 est tellement déprimé qu'il passe devant U-1196 et les autres leucocytes sans les saluer, puis U-1196 remarque qu'il a oublié ses lunettes. À la suite de ces évènements, AA2153 se morfond dans son appartement et refuse de travailler. |                                                  |                                                                  |                        |
| 11 | Désespérance, goutte, révolte                    | 自暴自棄、痛風、反乱。 Jibōjiki, tsūfū, hanran.                  | 7 mars 2021            |
| Un énorme cristal d'acide urique apparait dans le gros orteil. Pensant qu'il s'agit d'une bactérie, les cellules immunitaires l'attaquent mais elles ne lui font aucun dégât et provoquent une inflammation du gros orteil entrainant la maladie de la goutte. AA2153 ne veut plus vivre et décide de se faire éliminer dans la rate par la pulpe rouge, mais la pulpe rouge en décide autrement et lui dit de retourner au travail. Les cellules immunitaire se rendent comptent que le corps étranger n'ait pas une bactérie mais un cristal d'acide urique. Elles remarquent qu'elles ont fait souffrir le corps en le combattant. AA2153 arrive au niveau du gros orteil et commence à s'attaquer au corps et lui demande de changer son mode de vie. AA2153 en colère est raisonné par U-1196 qui lui dit qu'il n'est en rien la cause de la mort de son ami et elle lui redonne ses lunettes. Le corps prends alors de la colchicine pour se soigner. Le corps est toujours dans un sale état, les vaisseaux sont quasiment bouché à cause du cholestérol et des caillots commence à se former. |                                                  |                                                                  |                        |
| 12 | Retour, cœur, trépas                             | 復帰、心臓、終焉。 Fukki, shinzō, shūen.                         | 14 mars 2021           |
| AA2153 retourne finalement au travail, mais quand il passe dans l'estomac son traumatisme revient. Malgré cela, il arrive à garder son calme et à continuer de travailler. En quittant l'estomac, Cellule principale lui dit qu'il est heureux de voir qu'il va bien et va même l'appeler par son numéro de matricule. Les vaisseaux sont dans un état catastrophique obligeant les plaquettes à créer des chantiers dans tout le corps gênant la circulation des globules rouges. Mais les vaisseaux sont également obstrués par des plaques d'athérome entraînant une maladie coronarienne empêchant le bon apport sanguin au cœur et plus précisément au myocarde. Les artères coronaires complètement obstruées par un caillot, provoquent un infarctus du myocarde. Les neurones diffusent dans tout le corps le message que toutes les cellules peuvent arrêter de travailler, car le corps ne s'en sortira pas. AA2153 et U-1196 continue tout de même de travailler. Mais la crise cardiaque rend peu à peu inactive toutes les fonctions vitales. |                                                  |                                                                  |                        |
| 13 | Crise cardiaque, résurrection, changement        | 心筋梗塞、蘇生、変化。 Shinkinkōsoku, sosei, henka.              | 21 mars 2021           |

#### Musiques
Pour la série principale, les chansons des opening sont interprétées par les seiyū sous le nom de leurs personnages tandis que celles des ending sont du duo ClariS,,.
Les chansons des génériques pour la série dérivée Les Brigades immunitaires BLACK sont produites par le groupe de rock japonais POLYSICS.
| Saison                                          | Début                                                                                         | Début | Fin                                                                                    | Fin                                                            |
| Saison                                          | Titre                                                                                         | Artiste(s) | Titre                                                                                  | Artiste(s)                                                     |
| ----------------------------------------------- | --------------------------------------------------------------------------------------------- | --- | -------------------------------------------------------------------------------------- | -------------------------------------------------------------- |
| Les Brigades immunitaires (1re saison)          | Mission! Ken-Kō-Dai-Ichi (ミッション！ 健・康・第・イチ, Misshon! Ken-Kō-Dai-Ichi)            | Hématie (Kana Hanazawa), Leucocyte (Tomoaki Maeno (en)), Lymphocyte T Killer (Daisuke Ono) et Macrophage (Kikuko Inoue)                                                                       | CheerS                                                                                 | ClariS                                                         |
| Les Brigades immunitaires !! (2de saison)       | Go! Go! Saibō Festa! (GO!GO!細胞フェスタ)                                                     | Hématie (Kana Hanazawa), Leucocyte (Tomoaki Maeno (en)), Lymphocyte T Killer (Daisuke Ono), Macrophage (Kikuko Inoue), Cellule normale (Yūsuke Kobayashi) et Bactérie lactique (Yuri Yoshida) | Fight!!                                                                                | ClariS                                                         |
| Les Brigades immunitaires BLACK (Série dérivée) | Hashire! with Yamasaki Seiya (Kyūso Nekokami) (走れ！with ヤマサキセイヤ（キュウソネコカミ）) | POLYSICS avec Yamasaki Seiya de Kyūso Nekokami (ja) | Ue o mukaite hakobō with Sekkekkyū & Hakkekkyū (上を向いて運ぼう with 赤血球 & 白血球) | POLYSICS avec Hématie (Junya Enoki) et Leucocyte (Yōko Hikasa) |

### Adaptation théâtrale
Il a été révélé dans le numéro d'août 2018 du Monthly Shōnen Sirius, publié le 26 juin 2018, que la série de manga est adaptée sous forme de pièce de théâtre,. Intitulée Tainai katsugeki “Hataraku saibō” (体内活劇「はたらく細胞」), elle est réalisée par Tsuyoshi Kida (ja) avec un scénario écrit par Keita Kawajiri et dont la production est assurée par Trifle Entertainment. Celle-ci est jouée au Theatre 1010 (ja) de Tokyo à partir du 16 novembre 2018 et la dernière représentation, qui s'est tenu le 25 novembre, est également diffusée en direct,.
Une seconde représentation a été annoncée le 26 juillet 2019 ; Keita Kawajiri assure cette fois-ci la réalisation de la pièce dont il est également le scénariste et la production reste assurée par Trifle Entertainment. Elle est jouée du 27 septembre au 6 octobre 2019 au Theater 1010 de Tokyo.
| Distribution                            | Distribution                |
| Personnage                              | Acteur/Actrice              |
| --------------------------------------- | --------------------------- |
| Neutrophile / Leucocyte (Globule blanc) | Masanari Wada (2018)        |
| Neutrophile / Leucocyte (Globule blanc) | Ryō Kitamura (2019)         |
| Hématie (Globule rouge)                 | Kanon Nanaki (2018)         |
| Hématie (Globule rouge)                 | Umino Kawamura (2019)       |
| Lymphocyte T Killer                     | Yūki Kimisawa,              |
| Cellule normale                         | Takeshi James Yamada (2018) |
| Cellule normale                         | Taishi Sugie (2019)         |
| Lymphocyte T Helper                     | Kimito Totani               |
| Lymphocyte NK                           | Kaoru Marimura (2018)       |
| Lymphocyte NK                           | Kanon Miyahara (2019)       |
| Lymphocyte T naïf                       | Masaki Ōta                  |
| Macrophage                              | Yuka Hirata                 |
| Lymphocyte T régulateur                 | Chihiro Kai,                |
| Cellule dendritique                     | Bishin Kawasumi,            |
| Cellule mémoire                         | Bishin Kawasumi (2018)      |
| Cellule mémoire                         | Kento Kitamura (2019)       |
| Lymphocyte B / Plasmocyte               | Kaoru Masaki (2018)         |
| Lymphocyte B / Plasmocyte               | Yōjirō Itokawa (2019)       |
| Thrombocytes (Plaquettes)               | Yūmitsu Kishida             |
| Thrombocytes (Plaquettes)               | Kei Morita                  |
| Thrombocytes (Plaquettes)               | Ayane Kinouchi              |
| Streptococcus pyogenes                  | Yūki Masuda,                |
| Influenzavirus                          | Shun Takagi,                |
| Streptococcus pneumoniae                | Ryōma Baba (2018)           |
| Streptococcus pneumoniae                | Takurou Sawada (2019)       |
| Staphylocoque doré                      | Shou Tomita (2018)          |
| Staphylocoque doré                      | Kuniko Kodama (2019)        |
| Cellule cancéreuse                      | Takeshi James Yamada        |

### Jeux vidéo
Lors d'une présentation à l'événement Hataraku saiten (はたらく祭典), qui s'est déroulé le 18 novembre 2018, il a également été révélé qu'une adaptation en un jeu mobile pour les appareils sous iOS ou Android est en cours de développement. Celui-ci intitulée Itsudemo Hataraku saibō (いつでも はたらく細胞, litt. « Les cellules au travail à tout moment »), les pré-inscriptions ont débuté juste après son annonce. Le jeu mobile est officiellement lancé le 23 mars 2019 ; néanmoins le service a pris fin le 31 janvier 2020.
Lors d'un événement en ligne le 17 janvier 2021, il est révélé qu'un nouveau jeu vidéo est en cours de développement par la société chinoise NetEase.

## Accueil

### Prix et classements
En 2015, Hataraku saibō est classé 42e livre de l'année par le magazine Da Vinci de Kadokawa sur un vote de 5 029 personnes incluant des écrivains professionnels, des employés de librairie et ses lecteurs. Le manga figure également à la 7e place des mangas conseillés pour les lecteurs masculins par le magazine Kono Manga ga sugoi! de Takarajimasha pour son édition de 2016. Pour la 6e édition du sondage biannuel Next Break Manga Ranking Best 50 (NEXTブレイク漫画RANKING BEST50) du magazine Entermix de Kadokawa, Hataraku saibō est classé quatrième d'après les votes de 3 000 employés de librairies en 2016,. Paul Gravett a inclus le manga dans sa liste du « Top 22 Comics, Graphic Novels & Manga » pour octobre 2016.
La série est la deuxième sur une liste de mangas recommandés des libraires japonaises selon le sondage du Zenkoku Shotenin ga Eranda Osusume Comic 2016 (全国書店員が選んだおすすめコミック2016, litt. « Bandes dessinées recommandées par les librairies nationales de 2016 »), mené par la libraire en ligne Honya Club et publié le 4 février 2016,. Elle se retrouve à la 8e place pour l'édition de 2017,.
Pour la 42e édition du Prix du manga Kōdansha en 2018, la série a été nommée dans la catégorie « Shōnen »,.
Pour la 64e édition du prix Shōgakukan se déroulant en 2018, la série a été nommée dans la catégorie du « meilleur manga général ».
La série d'animation a reçu le prix du Meilleur scénario dans la catégorie Animation des Magnolia Awards lors du Shanghai Television Festival (en).

### Réception critique
Rebecca Silverman d'Anime News Network a surligné l'aspect éducatif du manga malgré les défauts dans la présentation de l'information, et a finalement trouvé le manga divertissant avec des personnages sympathiques. Sean Gaffney de Manga Bookshelf le qualifie de « manga d'action shonen très amusant », complimentant le ridicule et l'humour de l'œuvre.
Aurélien Pigeat d'Actua BD fait état d'un « manga pédagogique et ludique » à recommander particulièrement pour un jeune public « intéressé par les sciences et la biologie » grâce à « son humour, son action et son graphisme soigné [pour] un souci constant de lisibilité » des informations minutieuses à propos des micro-organismes.
Pour L. Moeneclaey de BD Gest', il le considère comme « tout à fait agréable », la vulgarisation du thème étant également intelligente et organisée avec ses dessins « clairs, lisibles et détaillés ». Il le juge même adapté au grand public qui « désir s'enrichir intellectuellement tout en s'amusant ».
Le Dr Satoru Otsuka, membre postdoctoral au département de neuro-oncologie moléculaire de la faculté de médecine de l'Université Emory (en) à Atlanta, aux États-Unis, fait l'éloge de la représentation des cellules cancéreuses dans le septième épisode de la série d'animation. Il croit également que le manga réussit à raconter l'histoire des cellules du corps de manière intéressante et précise, et que les enfants et les adultes peuvent apprendre grâce à la série.
La série d'animation connaît aussi un véritable succès en Chine avec plus de 56 millions de vues sur bilibili depuis sa diffusion en juillet 2018 au point de devenir la série la plus regardée de la saison. Des professeurs de biologie au lycée affilié à l'université du Sud-Ouest (zh), à Chongqing, ont été « tellement impressionnés par la précision de la série » qu'ils l'ont assignée à leurs devoirs pour leurs élèves.

### Ventes
Deux semaines après sa sortie, le premier volume du manga a atteint la 42e place du classement hebdomadaire des ventes de mangas de l'Oricon, avec 40 167 exemplaires vendus. Le deuxième volume s'est écoulé en 38 896 copies en trois jours et est classé 30e sur l'Oricon pour la semaine du 16 au 22 novembre 2015 ; il est à la 43e place pour la semaine du 30 novembre au 6 décembre 2015 avec 21 646 exemplaires imprimés sur un total de 103 003 copies, après sa sortie trois semaines avant.
Le troisième volume de la série est le 14e manga le mieux vendu pour la semaine du 11 au 17 septembre 2017 avec 64 429 copies imprimées ; pour sa troisième semaine consécutive, il chute à la 46e place pour 23 638 exemplaires de plus sur un total de 133 880 copies. Pour la semaine du 28 au 4 décembre 2016, le quatrième volume s'est écoulé en 72 313 copies, finissant à la 13e place de l'Oricon ; trois semaines plus tard, ce sont au total 127 447 exemplaires qui sont vendus depuis sa sortie.
En juillet 2017, le manga comptabilise plus de 1,3 million de copies imprimées. Le cinquième volume débute à la 9e place pour la semaine du 7 au 13 août 2017 avec 72 229 exemplaires écoulés ; trois semaines suivant sa sortie, le cinquième volume s'est vendu en 131 053 copies.
En janvier 2018, le manga a dépassé le 1,5 million d'exemplaires imprimés. En février 2019, l'ensemble de la franchise comptabilise 3 millions et demi de volumes vendus, comprenant également les ventes numériques.